# Вейцман, Хаим
Ха́им Азриэ́ль Ве́йцман (ивр. חיים עזריאל ויצמן‎, в научных публикациях Чарльз Вайцманн (англ. Charles Weizmann; 27 ноября 1874, Мотоль, Гродненская губерния, Российская империя — 9 ноября 1952, Реховот, Израиль) — израильский государственный, политический деятель и учёный-химик, первый президент государства Израиль (1948—1952). Президент (1921—1931, 1935—1946) Всемирной сионистской организации.
Основатель исследовательского института, который теперь носит его имя. Дядя седьмого президента Израиля Эзера Вейцмана.

## Биография

### Детство и юность
Вейцман родился в селении Мотоль (Мотыли) около Пинска в Российской империи, ныне Республика Беларусь. Отец, Евзор Хаимович Вейцман (1856—1911), служил чиновником конторы по сплаву леса; мать — Рахиль Михайловна Вейцман (1857—1935); сёстры — Мария Евзоровна Вейцман (1893—?, врач), Анна Евзоровна (1895—1963, врач, химик-органик), Мария (Мерьям) Евзоровна Любжинская (1867—1947), Фрума Евзоровна (зубной врач), Гита Евзоровна (1887—1975, музыкальный педагог), Мина Евзоровна (1907—1927); братья — Самуил Евзорович (1881—1939, инженер, расстрелян), Хиель Евзорович (1892—1957, агротехник), Моше Евзорович (1878—1957, химик). В доме Вейцмана царила атмосфера еврейской традиции, в которую, однако, проникли веяния просвещения и идеи еврейского национального возрождения. Получив традиционное еврейское воспитание в хедере, Вейцман поступил в реальное училище в Пинске.

### Учёба и начало политической деятельности
По окончании училища в 1892 году Вейцман продолжил своё образование уже в Германии, в Дармштадтском Политехническом институте, а затем в Королевском техническом колледже в Берлине. Он завершает своё образование в 1899 году, получив докторское звание во Фрибурском университете в Швейцарии. В 1901 году он получает должность преподавателя биохимии в Университете Женевы. В 1904 году он получает приглашение от Манчестерского университета и переезжает в Англию.
Во время своей учёбы в Берлине Вейцман присоединился к сионистскому кружку, вдохновляемому идеями Теодора Герцля. В 1899 году он уже участвует в работе Второго Сионистского конгресса в Базеле. Вскоре, ввиду наметившихся идеологических расхождений с Герцлем, Вейцман и его единомышленники создают Демократическую фракцию внутри сионистского движения. Программа фракции предполагала уделение большего внимания культурной работе, демократизацию сионистского движения, исследованию путей заселения Земли Израиля с акцентом на кооперативные методы ведения хозяйства; основатели группы не были согласны с Герцлем, придававшим значение только дипломатии и политическому лоббированию. Уже в это время Вейцман выступает с идеей создания еврейского университета в качестве духовного центра сионизма. По инициативе Демократической фракции в программу Всемирной сионистской организации после Пятого Сионистского конгресса был включён пункт о национальном воспитании.
В 1903 году Вейцман примкнул к противникам «плана Уганды», предполагавшего создание временного еврейского национального центра вдали от Эрец-Исраэль.

### До Первой мировой войны
Вскоре после переезда в Манчестер Вейцман женится на студентке медицинского факультета Манчестерского университета Вере Хацман. В это время формируется его пробританская ориентация, которой он останется верен на протяжении многих лет жизни, даже в период разочарования британской колониальной политикой в Палестине и отношением британских властей к сионизму. В 1910 году он становится подданным британской короны. В эти годы он завязывает близкое знакомство с лордом Бальфуром, будущим британским министром иностранных дел. Ему удаётся убедить Бальфура в правоте идеи еврейского национального дома на Земле Израиля.
Вейцман вспоминал, что Бальфур не мог понять причин его сопротивления «плану Уганды».

Тогда я ему резко сказал: «Господин Бальфур, если бы я предложил вам Париж вместо Лондона, вы согласились бы?»
Он помолчал, посмотрел на меня и ответил: «Но, доктор Вейцман, Лондон у нас есть».

«Верно, сказал я. — Но Иерусалим у нас был, когда на месте Лондона были ещё болота».
Вейцман впервые посетил Палестину в 1907 году, после Восьмого Сионистского конгресса. Впечатления от этого визита заставили его удвоить усилия по пропаганде идей заселения Земли Израиля. В 1914 году он принял участие в борьбе за преподавание на иврите всех предметов в только что основанном Политехническом институте в Хайфе после решения попечительского совета института о преподавании на немецком языке. Борьба за преподавание на иврите привела к тому, что открытие института было отложено, и только после окончания мировой войны он наконец открыл двери для первых студентов.

### Первая мировая война и Декларация Бальфура
1 августа 1914 года началась Первая мировая война. Сионистская организация в целом заняла в этой войне нейтральную позицию, хотя некоторые видные британские сионисты, такие как Владимир Жаботинский, предпринимали усилия по созданию в британской армии Еврейского легиона, задачей которого было бы освобождение Палестины от турецкого владычества.
Вейцман был едва ли не единственным лидером сионистов, поддержавшим планы Жаботинского по созданию еврейского легиона. Осенью 1915 около трёх месяцев Жаботинский прожил в доме Вейцмана, который организовал ему встречу с лордом Китченером, военным министром Великобритании.
В своей автобиографии («Пробы и ошибки», 1949) Вейцман писал: «Жаботинский явился ко мне, и его идея мне понравилась. Я решил быть помощником ему в этом деле, несмотря на сопротивление, которое было почти всеобщим. Невозможно описать все трудности и разочарования, выпавшие на долю Жаботинского. Не знаю, кто ещё, кроме него, мог бы это преодолеть. Его убежденность, вытекавшая из его преданности идее, была просто сверхъестественной. Со всех сторон на него сыпались насмешки. И как только ни старались, чтобы подрезать ему крылья! Джозеф Коуэн (один из сионистских лидеров в Англии), моя жена, сохранившая с ним дружбу до самой его кончины, да я — были почти единственными его сторонниками. Сионистский исполком, конечно, был против него; евреи-несионисты считали его какой-то злой напастью. В дни, когда он трудился в пользу еврейской бригады, мы пригласили его поселиться у нас, в нашем лондонском доме, к ужасу многих сионистов».
В ходе Первой мировой войны Вейцману удалось оказать значительную услугу британским вооружённым силам. Для изготовления английского бездымного пороха — кордита — необходим органический растворитель ацетон, большая часть которого к началу войны импортировалась в Великобританию из США. В начале 1915 года в свете действий немецких подводных лодок в Атлантическом океане возникла необходимость развернуть производство этого растворителя на островах.
Работая на химическом факультете Манчестерского университета, Хаим (Чарльз) Вейцман за несколько лет до описываемых событий совместно с Огюстом Фернбахом из Пастеровского института принимал участие в работах над получением синтетической резины для фирмы «Strange and Graham Limited» путём сбраживания углеводов. В начале 1915 года он выделил бактерию Clostridium acetobutylicum, которую теперь иногда называют «организмом Вейцмана», и 29 марта подал заявку на британский патент № 4845 (см. также), чем обратил на себя внимание первого лорда Адмиралтейства У. Черчилля и министра вооружений Д. Ллойда Джорджа. Вскоре потребление крахмала развернувшимся производством ацетона стало влиять на рынок зерна, и, чтобы не ввозить дополнительные сырьё из-за океана, была организована кампания по сбору не имевших пищевой ценности плодов конского каштана, в которой участвовали все британские школьники. Научные исследования Вейцмана в этот период стали основополагающими для разработки первых методов промышленной ферментации, в том числе описание процесса ацетоно-бутилового брожения (процесс Вейцмана).
Благодаря своим связям в правящих кругах Великобритании и одновременно растущему влиянию в сионистском движении, он смог добиться возросшего интереса правительства Великобритании к сионизму, кульминацией которого стала Декларация Бальфура: 2 ноября 1917 года действующий министр иностранных дел Великобритании написал лорду Лайонелу Уолтеру Ротшильду о благосклонном отношении британского правительства к восстановлению еврейского национального очага в Палестине и о том, что правительство приложит все усилия для облегчения достижения этой цели. В 1920 году принципы декларации были утверждены на мирной конференции в Сан-Ремо, а 22 июля 1922 года текст декларации был включён в текст мандата Великобритании на Палестину, утверждённого Лигой Наций.

### Британский мандат в Палестине
Декларация Бальфура способствовала тому, что Вейцман стал наиболее популярным среди лидеров сионистского движения и одним из признанных вождей еврейского народа в целом. В 1918 году он возглавил Сионистскую Комиссию, направленную британским правительством в Палестину для оценки перспектив её будущего заселения и развития. Там он встретился с одним из вождей арабских националистов, эмиром Фейсалом, в надежде на сотрудничество. Фейсал согласился поддержать притязания сионистов в Палестине при условии, что арабские планы национального возрождения будут осуществлены в Сирии и Ираке. Во время пребывания в Палестине Вейцман также принял участие в закладке Еврейского университета в Иерусалиме, за создание которого он давно ратовал. Университет в итоге был открыт в 1925 году.
В 1919 году Вейцман возглавляет сионистскую делегацию на Парижской мирной конференции. Делегации удалось добиться благожелательного отношения представителей держав-победительниц и лидеров Лиги Наций, что способствовало одобрению Декларации Бальфура на последовавшей за этим конференции в Сан-Ремо и принятию решения о вручении Великобритании мандата на управление Палестиной на основании этой Декларации. Первым верховным комиссаром подмандатной Палестины был назначен Герберт Сэмюэл, еврей по происхождению, убеждённый сионист и активный сторонник Декларации Бальфура.
На Сионистской конференции 1920 года в Лондоне Вейцман избран председателем Сионистской организации. Он занимал этот пост до 1931 года, а затем снова с 1935 по 1946 год.
Новый пост скоро потребовал от него активных действий сразу на трёх фронтах.
- Лидеры арабов Палестины взяли курс на активное сопротивление еврейской иммиграции. Сопротивление это принимало формы вооружённых нападений и погромов (первые крупные погромы произошли уже в 1920 и 1921 году, и в ходе этих событий более 50 евреев в Палестине были убиты и около 400 ранены).
- Великобритания, пытавшаяся умиротворить палестинских арабов, вскоре начала отказываться от принципов Декларации Бальфура и сужать рамки понятия «еврейский национальный очаг в Палестине». Одним из шагов в этом направлении стало выделение в 1922 году заиорданской части подмандатной территории в самостоятельную административную единицу, эмират Трансиордания под управлением сына шерифа Мекки и брата эмира Фейсала, Абдаллы ибн Хусейна, исключённый с этого момента из всех планов по созданию еврейского дома в Палестине. Дальнейшими шагами стали опубликованные в последующие годы Белые книги, ограничивающие еврейскую иммиграцию в Палестину, первой из которых стала Белая книга Черчилля (1922 года), поясняющая, что в задачи британского правительства не входит создание еврейского очага во всей Палестине, и ограничивающая объём еврейской иммиграции «экономической ёмкостью» страны[16].
- В самом еврейском ишуве и в сионистском движении в целом разгорелась внутриполитическая борьба. Ревизионистская партия, возглавляемая Жаботинским, требовала, вместо постепенного заселения Земли Израиля путём скупки земли и создания сельскохозяйственных поселений, решительных действий: немедленного провозглашения еврейского государства по обоим берегам Иордана и активной, в том числе вооружённой, борьбы с Англией по образцу борьбы, которую в это время вела Ирландия. Ревизионисты и ряд других группировок выступали против «расширенного» Еврейского агентства, с помощью которого Вейцман собирался заручиться поддержкой не только сионистских, но и несионистских элементов в деле создания национального очага.

После появления Белой книги 1930 года (т. н. «Белой книги Пассфилда»), впервые увязавшей еврейскую иммиграцию с арабскими демографическими факторами, Вейцман в знак протеста ушёл в отставку с поста председателя Сионистской организации. В 1931 году премьер-министр Великобритании Макдональд направил ему письмо, в котором отменялись некоторые антисионистские положения Белой книги Пасфилда.
Одновременно с выполнением своих обязанностей председателя Сионистской организации и Еврейского агентства Вейцман продолжал в эти годы заниматься наукой. В 1921 году вместе с Эйнштейном отправляется в США для сбора денег для Еврейского университета. Он основал научно-исследовательский институт имени Даниэля Зива в Реховоте и с 1932 года занимал должность его директора; впоследствии этот институт станет основой высшего учебного заведения, носящего имя самого Вейцмана. В 1937 году он поселяется в Реховоте. В эти годы он предпринимает усилия по организации эмиграции евреев из нацистской Германии в Палестину в рамках соглашения Хаавара. Многие из еврейских учёных из Германии были приняты на работу в институте Зива; в своём обращении к руководству Еврейского университета в 1933 году Вейцман также требовал расширения возможностей для предоставления преподавательских и исследовательских мест для еврейских учёных из Европы.
Вейцман был переизбран на пост председателя Всемирной сионистской организации в 1935 году. В этом качестве он в 1937 году выступал перед Королевской комиссией в Палестине («комиссия Пиля») в попытке доказать, что успехи нацизма ставят восточноевропейское еврейство в такое положение, при котором разрешение еврейского вопроса превратилось в неотложную задачу для всего мира. Комиссия приняла принципиальное решение о постепенном отказе от мандата на Палестину, за исключением коридора, соединяющего Иерусалим со Средиземным морем к югу от Яффы. Остальная территория должна была быть разделена на арабское и еврейское государство, при этом площадь будущего еврейского государства в Галилее, Изреэльской долине и на севере средиземноморского побережья Палестины должна была составить 6,5 тысяч квадратных километров. Предусматривался также взаимный трансфер арабов (225 тысяч) и евреев (около полутора тысяч) между арабским и еврейским государствами. Арабские лидеры отвергли предложение комиссии Пиля; Двадцатый Сионистский конгресс в Цюрихе также признал его неприемлемым, но уполномочил Исполнительный комитет вступить в переговоры с британским правительством для выработки более приемлемого плана раздела, который мог бы быть вынесен на обсуждение следующего конгресса. Вейцман входил в число политиков, согласивщихся с идеей второго раздела мандатной территории (после отделения Трансиордании в 1920-е годы), наряду с Бен-Гурионом и Шаретом.
В следующем году британское правительство, не удовлетворённое рекомендациями комиссии Пиля, создало новую комиссию по разделу Палестины («комиссия Вудхеда»), которая не смогла прийти к единым выводам относительно границ; по одному из планов («план С») территория еврейского государства должна была составить только 1250 квадратных километров, или менее 5 % всей мандатной территории, представляя собой узкую полосу земли вдоль Средиземного моря, другой план («план В») предусматривал вхождение Тель-Авива в территорию арабского государства.
В итоге правительство Великобритании выпустило Белую книгу 1939 года, иначе называемую Белой книгой Макдональда, жёстко регламентирующую еврейскую иммиграцию в Палестину на ближайшие пять лет (не более 75 тысяч человек) и запрещающую дальнейшую еврейскую иммиграцию и продажу земли евреям, «если арабы Палестины будут возражать против иммиграции». Публикация этой Белой книги означала полный отказ Великобритании от принципов Декларации Бальфура и условий мандата Лиги Наций и подписывала смертный приговор еврейству Восточной Европы.
С этого момента в ишуве начинается активная борьба против британского мандата, а пробританская позиция Вейцмана стремительно теряет популярность. На 21 Сионистском конгрессе в своей заключительной речи Вейцман сказал:

Вокруг нас сгущается мрак… если мы, как я надеюсь, выживем и наш труд сможет быть продолжен, то, кто знает, может быть, новый свет засияет для нас из этой темноты.
Оригинальный текст (англ.)It is getting dark around us. ...if we, as I hope, are spared, and our work can be continued, who knows, maybe there will be a new light shining on us out of the dark.

### Вторая мировая война и Катастрофа европейского еврейства
В начале Второй мировой войны Вейцман заверил британское правительство в поддержке еврейского населения Палестины и мирового еврейства в целом. В своём письме Чемберлену, опубликованном «Таймс» 6 сентября 1939 года, он отмечал:

В эти дни тяжелейшего кризиса сознание того, что евреи обязаны внести свой вклад в защиту священных ценностей, побуждает меня написать это письмо. Я хочу подтвердить со всей однозначностью заявления, которые мы с моими коллегами делали в течение последних месяцев и особенно в последнюю неделю, о том, что евреи «поддерживают Великобританию и будут сражаться на стороне демократий».
Оригинальный текст (англ.)In this hour of supreme crisis, the consciousness that the Jews have a contribution to make to the defence of sacred values impels me to write this letter. I wish to confirm, in the most explicit manner,   the declaration which I and my colleagues have made during the last months, and especially in the last week: that the Jews "stand by Great Britain and will fight on the side of the democracies."

Впоследствии публицисты и историки ревизионистского толка, такие, как Дэвид Ирвинг и Исраэль Шамир, использовали это письмо, доказывая, что Вейцман объявил войну Германии от имени всех евреев мира ещё до нападения Германии на Польшу.
В ходе войны Вейцман принимает участие в работах над высокооктановым горючим и над искусственной резиной. Вместе с Бен-Гурионом он начинает пропагандировать идею будущего еврейского государства в США, что впоследствии привело к быстрому признанию Израиля американским правительством. Он также борется за воссоздание еврейских подразделений в составе британской армии, и в итоге ближе к концу войны создаётся Еврейская бригада, принявшая участие в боевых действиях в Италии. Однако уже с 1940 года формируются добровольческие подразделения из евреев Палестины; были сформированы 15 рот, вошедших затем в состав Палестинского полка, воевавшего в Африке. Всего за годы войны в армии Великобритании служили около 27 тысяч еврейских добровольцев. Сын самого Вейцмана, Михаэль, сражавшийся добровольцем в военно-воздушных силах Великобритании, погиб в феврале 1942 года.
В Италии бойцы Еврейской бригады впервые встретились с пережившими Холокост евреями Европы. После окончания войны бригада была переведена в Бельгию и Голландию, а в 1946 году, в свете усилившихся разногласий британского правительства и руководства ишува, была распущена. Боевой опыт бригады пригодился при формировании Армии обороны Израиля.
Согласно мемуарам Иосифа Гармаца, члена еврейской подпольной организации «Нокмим» («Мстители» — ивр. נוקמים‎), образованной весной 1945 года и ставившей своей целью террор против нацистских преступников и всей германской нации, глава организации Абба Ковнер посвятил в её планы Вейцмана. Тот, узнав об ужасах Холокоста, якобы не смог отказать террористам в помощи и подготовил яд для отравления водопроводной воды в пяти крупных германских городах, однако теракт не состоялся.

### Создание Государства Израиль
На первом послевоенном Сионистском конгрессе Вейцман, в котором видели ставленника Великобритании, роль которой в том, что не была предотвращена Катастрофа европейского еврейства, начинала проясняться, не был переизбран председателем Всемирной сионистской организации. Тем не менее он продолжал работу над созданием еврейского государства в Палестине.
В 1947 году Вейцман представляет позицию Всемирной сионистской организации перед Специальной Комиссией по Палестине Организации Объединённых Наций; ему удалось убедить комиссию включить в территорию еврейского государства Негев. Он принял деятельное участие в работе Генеральной Ассамблеи ООН, обсуждавшей рекомендации этой комиссии по разделу Палестины. 29 ноября 1947 года большинством голосов ООН приняла резолюцию о разделе Палестины.
Уже в день основания государства Вейцман получил письмо руководителей рабочих партий Израиля о том, что они намерены выдвинуть его кандидатуру на пост президента Израиля. Через несколько дней Вейцману удалось в ходе личной встречи получить от президента США Трумэна согласие на предоставление льготного займа в 100 миллионов долларов новому еврейскому государству и установление с ним полных дипломатических отношений после того, как там будет избрано демократическое правительство.
16 мая 1948 года Вейцман был избран главой Временного государственного совета Израиля, а в феврале 1949 года Кнессет утвердил его кандидатуру в качестве первого президента страны. Однако к этому времени возраст и болезни уже не давали ему в полной мере заниматься государственными делами. Резиденцией президента считался его дом в Реховоте. Через год после переизбрания на второй срок, 9 ноября 1952 года, после тяжелой и продолжительной болезни Хаим Вейцман скончался.

## Публикации
Автобиография Вейцмана «В поисках пути» (Trial and Error) впервые издана на английском языке в 1949 году. С тех пор выдержала переиздания на иврите, идиш, русском и ряде европейских языков.
- В поисках пути : Часть 1 — Иерусалим: Библиотека-Алия, 1983. — 234 с.
- В поисках пути : Часть 2 — Иерусалим: Библиотека-Алия, 1983. — 263 с.

Опубликованы сборники его речей, в 1969 году начата публикация его писем и документов. В отдельную категорию следует выделить его работы в области химии: только патентов в области применения химических процессов ему принадлежало более ста. Письма, патенты и другие материалы, связанные с деятельностью Вейцмана, хранятся в Архиве Хаима Вейцмана в Реховоте.

## Увековечение памяти
Хаим Вейцман, в соответствии с его завещанием, похоронен в саду своего дома при научно-исследовательском институте в Реховоте, в ноябре 1949 года переименованном в Институт Вейцмана.
Именем Вейцмана названы центральные улицы во многих городах Израиля. Почтой Израиля выпущен ряд марок с его портретом, его изображение размещалось на купюрах в 50 израильских фунтов (1975 года), 5 шекелей (1978 года), а также на монете в 5 новых шекелей (1992 года).
На доме в Пинске, в котором учился Хаим Вейцман, установлена мемориальная табличка.
В честь Хаима Вейцмана назван род грамположительных бактерий Weizmannia, включающий Weizmannia coagulans, Weizmannia acidiproducens и Weizmannia ginsengihumi.
- Мемориальная табличка на доме в Пинске, в котором учился Хаим Вейцман
- Памятник Вейцману в Ришон ле-Ционе
- Почтовая марка 1952 года с портретом Х. Вейцмана
- Монета в 5 новых шекелей с портретом Х. Вейцмана
- Банкнота достоинством 50 лир 1975 года выпуска, посвящённая Хаиму Вейцману
- Банкнота достоинством 5 шекелей 1978 года выпуска, посвящённая Хаиму Вейцману

## Семья
- Жена — врач-педиатр Вера Исаевна Вейцман.
- Брат — Самуил Евзорович Вейцман (1881—1939), член Бунда и рабочей партии Поалей Цион, заведующий отделом металлов Московского областного совета народного хозяйства (МОСНХ), заместитель председателя центрального правления Общества по земельному устройству еврейских трудящихся (ОЗЕТ, 1925); расстрелян 7 марта 1939 года[25][26].
- Сестра — Вейцман, Мария Евзоровна, врач, была репрессирована в СССР.
- Племянник — Эзер Вейцман (1924—2005), сын Хиеля Евзоровича Вейцмана, младшего брата Хаима Вейцмана, израильский военный и государственный деятель, 7-й президент Израиля с 1993 по июль 2000 года.